# Стабілізатори у вибуховій справі
Стабілізатори у вибуховій справі - речовини, що додаються до складу вибухових речовин для збереження їх хімічної стійкості. Як стабілізатори використовують двовуглекислий натрій і крейду.
У амонітах як стабілізатори використовують деревне, жмихове та торфове борошно. У динамітах -  крейду і соду. Стабілізатори в амонітах виконують також роль горючих добавок і розпушувачів, зменшують злежуваність ВР.

## Інтернет-ресурси
- Вибухові речовини